# ياسوهيكو نيمورا
ياسوهيكو نيمورا (باليابانية: 新村 泰彦) (مواليد 11 مايو 1970)، هو لاعب كرة قدم ياباني سابق كان يلعب كمهاجم.

## وصلات خارجية
- ياسوهيكو نيمورا على موقع رابطة كرة القدم اليابانية للمحترفين (اليابانية)
- ياسوهيكو نيمورا على موقع عالم كرة القدم.نت (الإنجليزية)